# The White Stripes
The White Stripes amerikai alternatív rock együttes volt. A detroiti zenekar két tagból állt, Jack White (ének, gitár és egyéb hangszerek), Meg White (dob, és egyéb ütős hangszerek).
Az ő nevükhöz fűződik a világ legrövidebb koncertje, amely mindössze egyetlen másodpercig tartott, amíg Jack megszólaltatott egyetlen cisz hangot 2007 júliusában a kanadai St. John’s városban.
A 2012-es labdarúgó-Európa-bajnokság góljai után az együttes Seven Nation Army című számának dallamát skandálta a közönség.

## Története
Jack White (John Anthony Gillis) a 90-es években a Goober & The Peas zenekarban dobosként kezdte a pályafutását, néhány év után azonban gitárra váltott. Ekkor ismerkedett meg egy helyi bár felszolgálójával, Meg White-tal, akit 1996. szeptember 21-én feleségül vett. Jack ekkor vette fel felesége vezetéknevét. Házasságukat sokáig nem hozták nyilvánosságra, a nyilatkozataikban mindig testvérpárnak vallották egymást. Meg ezután kezdett zenélni, 1997-től dobol.
A házaspár ezután alapította meg a The White Stripes zenekart, első nyilvános fellépésük 1997. július 14-én volt Detroitban. Kezdetben más helyi zenekarokkal együtt léptek fel - többek között a Bantam Rooster, a The Dirtbombs, a The Paybacks, a Rocket 455, és a The Hentchmen társaságában - és lettek egyre ismertebbek az underground zenében. Egy független detroiti garázsrock profilú kiadóval, az Italy Records-szal kötötték meg első lemezszerződésüket 1998-ban. Első számuk a Let's Shake Hands 1998. februárjában 1000 példányban kizárólag hanglemezen jelent meg.
Az első White Stripes album három korábban kiadott szám után 1999. június 15-én jelent meg The White Stripes címmel, majd ezt követte 2000-ben a De Stijl. Az áttörést jelentő albumuk a sorrendben a harmadik, White Blood Cells volt, amely aranylemez lett az USA-ban. Az eddigi legsikeresebb lemezük a 2003-as Elephant című, amely platinalemez minősítést ért el. Ezen a kiadáson hallható a talán legismertebb számuk, a Seven Nation Army, illetve ez volt az első White Stripes album, amely Grammy-díjat nyert a legjobb alternatív album kategóriában.
2004-ben kiadták az Under Blackpool Lights című koncert DVD-jüket. Ez a lemez 26 számot tartalmaz a 2004. január 27-28-i blackpooli koncertjükről.
Ötödik stúdióalbumukon a 2005-ös Get Behind Me Satan nevűn Jack az akusztikus gitárt és a zongorát helyezi előtérbe az elektromos gitár helyett. Ez az album a tőlük kicsit szokatlan új hangzás ellenére is sikeres tudott lenni, az USA-ban aranylemez lett, és újabb Grammy-díjat kaptak érte. A 2007-ben megjelent stúdióalbum, az Icky Thump a legfrissebb White Stripes album, amely ismételten Grammy-díjat jelentett számukra.
2011. február 2-án bejelentették feloszlásukat.

## Diszkográfia
- 1999: The White Stripes
- 2000: De Stijl
- 2001: White Blood Cells
- 2003: Elephant
- 2005: Get Behind Me Satan
- 2007: Icky Thump